# ORF3c
ORF3c هو جين يتواجد في الجُنيس فيروسات كورونا البائية السارسية (Sarbecovirus) التي تشمل سارس-كوف وسارس-كوف-2. تم تحديده أول مرة في جينوم سارس-كوف-2 ويشفر بروتينا لابنيويا طوله 41 حمض أميني غير معروف الوظيفة. وهو متواجد كذلك في جينوم سارس-كوف لكن لم يتم التعرف عليه حتى تم تحديد نديده في سارس-كوف-2.

## التسمية
كان هنالك خلط كبير في المنشورات العلمية حول التسمية المستخدمة للإشارة إلى البروتينات الملحقة لسارس-كوف-2، خاصة تسمية عدة جينات متداخلة في الـORF3a. أشير إلى البروتين المحتمل إنتاجه من جين ORF3c على الأقل مرة واحدة «بالبروتين 3b»، لكن لا يجب خلطه مع ناتج الجين ORF3b غير المماثل له. وُصف هذا الجين كذلك بأسماء مثل "ORF3h" وORF3a.iORF1.‏ التسمية الموصى بها لهذا الجين في سارس-كوف-2 هي ORF3c.

## علم الجينوم المقارن
ORF3c هو جين متداخل يتداخل إطاره المفتوح مع كل من ORF3a وORF3d في جينوم سارس-كوف-2. ويشكل هذا الأمر مثالا نادرا على إمكانية وجود ثلاث إطارات قراءة مفتوحة في نفس التسلسل تشفر بروتينات وظيفية.
تقترح تحاليل المعلوماتية الحيوية لتسلسلات فيروسات كورونا البائية السارسية أن تسلسل وطول ORF3c محفوظين جيدا، وتشير إلى أنه على الأرجح يشفر بروتينا وظيفيا. ويبدو أنه عرضة وهدف لاصفاء تنقية [الإنجليزية].

## الخصائص
أكدت تجارب برفلة الريبوسوم أن جين ORF3c يُعبر عن ناتج جيني. يُعتقد أن هذا البروتين القصير نسبيا الذي طوله 41 حمض أميني يحتوي على نطاق عبر غشائي يملك ميزات تقترح بأنه فيروبورين.